# Volkswagen K 70
La Volkswagen K 70 è un'autovettura berlina tre volumi prodotta dalla casa automobilistica tedesca Volkswagen dal 1971 al 1974.

## La nascita e l'evoluzione

### Contesto e progetto
La prima Volkswagen a trazione anteriore non è stata la Passat B1 del 1973, bensì la K70 del 1971.
Frutto di un progetto avviato nel 1966 dalla NSU, che voleva produrre un modello da inserire tra l'ammiraglia Ro 80 e le utilitarie di derivazione Prinz, la K70, che avrebbe dovuto essere presentata al salone dell'automobile di Ginevra del 1969, non vide la luce a causa del tracollo finanziario del marchio di Neckarsulm. Era stata progettata da Ewald Praxl, con linea disegnata da Claus Luthe, come berlina a quattro porte e familiare a tre porte, versione che non entrò in produzione.
Nel corso dello stesso anno, la Volkswagen assorbì la NSU e il progetto K70 venne accantonato per evitare di far concorrenza interna alla neonata VW 411 a motore posteriore (ennesima evoluzione del concetto del Maggiolino).
Le vendite limitate delle VW 411 convinsero la dirigenza della casa di Wolfsburg a ripescare il progetto K70 che presentava caratteristiche non disprezzabili, come le sospensioni a 4 ruote indipendenti ed i motori 4 cilindri in linea con distribuzione monoalbero in testa, nonché la trazione affidata alle ruote anteriori. Così nel 1971 venne presentata la Volkswagen K70. Seppure lanciato con il marchio della casa di Wolfsburg, il modello mantenne la denominazione NSU: K infatti stava per Kolben pistone, e 70 era la sigla interna del progetto (similmente alla sigla dell'ammiraglia Ro 80, dove Ro significava Rotationskolben, pistone rotante, e 80 la sigla di progetto). La produzione, invece, fu avviata a Salzgitter invece che a Neckarsulm, dove rimasero le linee della Ro 80 e quelle della Audi 100 dopo la fusione di NSU e Auto Union.

### Design
Dal punto di vista estetico era una classica berlina a 3 volumi fortemente ispirata, sebbene con forme più squadrate, alla più grande Ro 80, risentiva però parzialmente degli anni di congelamento e la linea, al momento del lancio, era superata. Vantava però un abitacolo spazioso grazie al passo generoso rispetto alla lunghezza del veicolo e alle auto dell'epoca, ben rifinito e luminoso grazie ai tre finestrini laterali.

### Meccanica
Al momento del debutto era disponibile in due versioni, standard e S, entrambe spinte da un 4 cilindri monolabero in testa di 1605 cm³ che trasmetteva il moto alle ruote anteriori attraverso un cambio manuale a 4 marce.

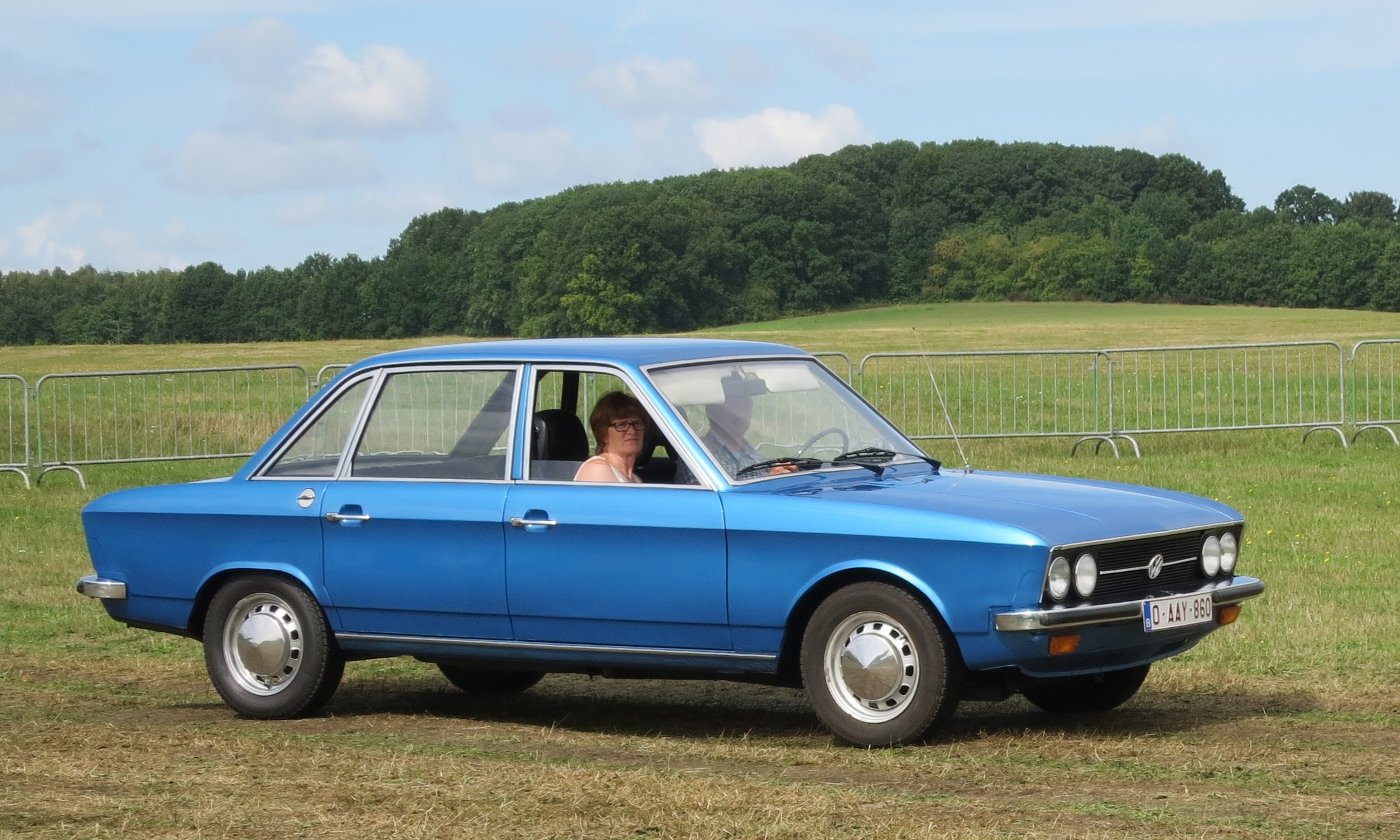
Una Volkswagen K70 LS

Nel caso della versione standard era alimentato da un carburatore monocorpo e forniva 75 CV, mentre sulla S, grazie al carburatore doppio corpo più grande, erogava 90 CV. A fermare la vettura ci pensava un impianto frenante misto dotato di servofreno.
Le prestazioni modeste di 148 km/h per la standard e 158 per la S di punta massima, a fronte di consumi non bassissimi e la linea superata furono tra le principali cause del modesto successo della vettura.
Nel 1973 venne lanciata la K70 LS, dotata di motore con cilindrata maggiorata a 1807 cm³ e potenza di 100 CV.
La LS, che raggiungeva i 165 km/h con consumi paragonabili a quelli della S, era dotata di doppi proiettori e veniva consegnata nelle sole colorazioni giallo e o blu metallizzato. La tenuta di strada, tuttavia, non era all'altezza delle prestazioni.
Tuttavia, anche quest'ultimo tentativo, reso vano dalla crisi petrolifera creatasi dopo la guerra del Kippur, non servì ad invertire la tendenza delle vendite e la produzione terminò nei primi mesi del 1974, dopo 211.100 esemplari prodotti, e la messa in produzione, nel 1973, della VW Passat, di concezione più moderna.

## Dati tecnici
| Caratteristiche tecniche - Volkswagen K 70 1600 L del 1972 | Caratteristiche tecniche - Volkswagen K 70 1600 L del 1972 | Caratteristiche tecniche - Volkswagen K 70 1600 L del 1972 | Caratteristiche tecniche - Volkswagen K 70 1600 L del 1972 | Caratteristiche tecniche - Volkswagen K 70 1600 L del 1972 | Caratteristiche tecniche - Volkswagen K 70 1600 L del 1972 |
| ---------------------------------------------------------- | --- | --- | --- | --- | --- |
|                                                            | | | | | |
| Configurazione                                             | | | | | |
| Carrozzeria: berlina                                       | Carrozzeria: berlina | Posizione motore: Anteriore longitudinale | Posizione motore: Anteriore longitudinale | Trazione: anteriore | Trazione: anteriore |
| Dimensioni e pesi                                          | | | | | |
| Ingombri (lungh.×largh.×alt. in mm): 4420 × 1680 × 1450    | Ingombri (lungh.×largh.×alt. in mm): 4420 × 1680 × 1450 | Ingombri (lungh.×largh.×alt. in mm): 4420 × 1680 × 1450 | Ingombri (lungh.×largh.×alt. in mm): 4420 × 1680 × 1450 | Diametro minimo sterzata: | Diametro minimo sterzata: |
| Interasse: 2690 mm                                         | Interasse: 2690 mm | Carreggiate: anteriore ? - posteriore ? mm | Carreggiate: anteriore ? - posteriore ? mm | Altezza minima da terra: | Altezza minima da terra: |
| Posti totali: 5                                            | Posti totali: 5 | Bagagliaio: | Bagagliaio: | Serbatoio: 52 litri | Serbatoio: 52 litri |
| Masse                                                      | a vuoto: 1.050 kg | a vuoto: 1.050 kg | a vuoto: 1.050 kg | a vuoto: 1.050 kg | a vuoto: 1.050 kg |
| Meccanica                                                  | | | | | |
| Tipo motore: 4 cilindri in linea                           | Tipo motore: 4 cilindri in linea | Tipo motore: 4 cilindri in linea | Cilindrata: (Alesaggio x corsa = 82 x 76 mm) 1.605 cm³ | Cilindrata: (Alesaggio x corsa = 82 x 76 mm) 1.605 cm³ | Cilindrata: (Alesaggio x corsa = 82 x 76 mm) 1.605 cm³ |
| Distribuzione: monoalbero a cammes in testa                | Distribuzione: monoalbero a cammes in testa | Distribuzione: monoalbero a cammes in testa | Alimentazione: | Alimentazione: | Alimentazione: |
| Prestazioni motore                                         | Potenza: 67 kW (90 CV DIN) a 6.200 giri/min / Coppia: 134.35 Nm (13,7 kgm DIN) a 4.000 giri/min | Potenza: 67 kW (90 CV DIN) a 6.200 giri/min / Coppia: 134.35 Nm (13,7 kgm DIN) a 4.000 giri/min | Potenza: 67 kW (90 CV DIN) a 6.200 giri/min / Coppia: 134.35 Nm (13,7 kgm DIN) a 4.000 giri/min | Potenza: 67 kW (90 CV DIN) a 6.200 giri/min / Coppia: 134.35 Nm (13,7 kgm DIN) a 4.000 giri/min | Potenza: 67 kW (90 CV DIN) a 6.200 giri/min / Coppia: 134.35 Nm (13,7 kgm DIN) a 4.000 giri/min |
| Frizione:                                                  | Frizione: | Frizione: | Cambio: a 4 rapporti + RM | Cambio: a 4 rapporti + RM | Cambio: a 4 rapporti + RM |
| Telaio                                                     | | | | | |
| Corpo vettura                                              | Scocca metallica autoportante | Scocca metallica autoportante | Scocca metallica autoportante | Scocca metallica autoportante | Scocca metallica autoportante |
| Sospensioni                                                | anteriori: A ruote indipendenti tipo MacPherson, bracci triangolari oscillanti, molle elicoidali, barra stabilizzatrice e ammortizzatori idraulici telescopici / posteriori: A ruote indipendenti, bracci obliqui triangolari, barra stabilizzatrice e ammortizzatori idraulici telescopici | anteriori: A ruote indipendenti tipo MacPherson, bracci triangolari oscillanti, molle elicoidali, barra stabilizzatrice e ammortizzatori idraulici telescopici / posteriori: A ruote indipendenti, bracci obliqui triangolari, barra stabilizzatrice e ammortizzatori idraulici telescopici | anteriori: A ruote indipendenti tipo MacPherson, bracci triangolari oscillanti, molle elicoidali, barra stabilizzatrice e ammortizzatori idraulici telescopici / posteriori: A ruote indipendenti, bracci obliqui triangolari, barra stabilizzatrice e ammortizzatori idraulici telescopici | anteriori: A ruote indipendenti tipo MacPherson, bracci triangolari oscillanti, molle elicoidali, barra stabilizzatrice e ammortizzatori idraulici telescopici / posteriori: A ruote indipendenti, bracci obliqui triangolari, barra stabilizzatrice e ammortizzatori idraulici telescopici | anteriori: A ruote indipendenti tipo MacPherson, bracci triangolari oscillanti, molle elicoidali, barra stabilizzatrice e ammortizzatori idraulici telescopici / posteriori: A ruote indipendenti, bracci obliqui triangolari, barra stabilizzatrice e ammortizzatori idraulici telescopici |
| Freni                                                      | anteriori: a disco / posteriori: a tamburo; servofreno a depressione | anteriori: a disco / posteriori: a tamburo; servofreno a depressione | anteriori: a disco / posteriori: a tamburo; servofreno a depressione | anteriori: a disco / posteriori: a tamburo; servofreno a depressione | anteriori: a disco / posteriori: a tamburo; servofreno a depressione |
| Pneumatici                                                 | 165 SR-14 | 165 SR-14 | 165 SR-14 | 165 SR-14 | 165 SR-14 |
| Prestazioni dichiarate                                     | | | | | |
| Velocità: 158 km/h                                         | Velocità: 158 km/h | Velocità: 158 km/h | Accelerazione: | Accelerazione: | Accelerazione: |
| Consumi                                                    | 10 lt/100 km | 10 lt/100 km | 10 lt/100 km | 10 lt/100 km | 10 lt/100 km |